# Ryukyuflugsnappare
Ryukyuflugsnappare (Ficedula owstoni) är en asiatisk fågelart i familjen flugsnappare inom ordningen tättingar. Den betraktas traditionellt som underart till narcissflugsnappare (Ficedula narcissina), men urskiljs allt oftare som egen art.

## Utseende och läten
Ryukyuflugsnapparen är en svart, vit och gul flugsnappare som är mycket lik narcissflugsnappare som förekommer på de japanska huvudöarna. Hanen skiljer sig dock genom att vara mörkt grågrön från hjässa till mantel istället för svart. Ögonbrynsstrecket är vidare gult, ej orangegult, och den har även mindre inslag av orange på bröstet. Även sången är lik, men mycket enklare och kortare, med mindre variation i tonhöjd.

## Utbredning och systematik
Ryukyuflugsnapparen förekommer enbart i ögruppen Ryukyuöarna i södra Japan. Traditionellt behandlas populationen som monotypisk, men Handbook of the Birds of the World (som erkänner den som egen art) delar in den i tre underarter med följande utbredning:
- Ficedula owstoni jakuschima – norra Ryukyuöarna på Tanegashima och Yakushima
- Ficedula owstoni shonis – centrala Ryukyuöarna från Amami-Oshima söderut till Okinawa
- Ficedula owstoni owstoni – södra Ryukyuöarna från Myiako-jima söderut till Iriomote

Arten tros vara stannfågel, men har tillfälligt observerats i Taiwan samt på kinesiska fastlandet.

### Artstatus
Ryukyuflugsnapparen behandlades tidigare som underart till narcissflugsnappare (F. narcissina). Sedan 2016 urskiljs den dock som egen art av Birdlife International och IUCN baserat på studier som visar på morfologiska, genetiska och lätesmässiga skillnader. Även tongivande fågelboken Birds of Japan erkänner den som egen art. Dock noteras att lätesanalysen har baserats på nominatformen owstoni och den genetiska analysen på shonis, medan underarten jakuschima (som är närmast narcissina geografiskt, i storlek och dräkt) ännu inte har studerats. Sedan 2021 urskiljs den även av tongivande International Ornithological Congress (IOC) som egen art, liksom av eBird/Clements.

## Levnadssätt
Ryukyuflugsnapparen bebor subtropisk torr skog på mellan 150 och 200 meters höjd. Det råder kunskapsbrist om dess häckningsbiologi och levnadsvanor, men på Okinawa har den noterats hävda revir i början och mitten av april.

## Status och hot
Arten har må ha ett litet utbredningsområde, men dess populationsutveckling tros vara stabil och den tros inte vara utsatt för något substantiellt hot. Utifrån dessa kriterier kategoriserar internationella naturvårdsunionen IUCN arten som livskraftig (LC). Den beskrivs dock som sällsynt. Världspopulationen har inte uppskattats.

## Namn
Fågelns vetenskapliga artnamn hedrar Alan Owston (1853-1915), engelsk handlare, naturforskare och samlare boende i Japan 1871-1915.